# Svitramia hatschbachii
Svitramia hatschbachii är en tvåhjärtbladig växtart som beskrevs av John Julius Wurdack. Svitramia hatschbachii ingår i släktet Svitramia och familjen Melastomataceae. Inga underarter finns listade i Catalogue of Life.